# Morellia nigrisquama
Morellia nigrisquama är en tvåvingeart som beskrevs av Malloch 1928. Morellia nigrisquama ingår i släktet Morellia och familjen husflugor. Inga underarter finns listade i Catalogue of Life.